# Setodes bhimachringa
Setodes bhimachringa är en nattsländeart som beskrevs av Schmid 1987. Setodes bhimachringa ingår i släktet Setodes och familjen långhornssländor. Inga underarter finns listade i Catalogue of Life.